# Sven Staaf
Sven Gustaf Torsten Staaf, född 8 september 1909 i Stockholm, död 20 mars 1993 i Helsingborg, var en svensk inredningsarkitekt. 
Efter studentexamen vid Södra Latin studerade Staaf vid Tekniska skolan och Kungliga Konsthögskolan i Stockholm med avgångsbetyg som inredningsarkitekt och tilldelades Svenska Slöjdföreningens Hammelmansstipendium 1932. Han var anställd hos AB David Blomberg i Stockholm 1928, på Stockholmsutställningens monteringsbyrå samt Nordiska Kompaniet 1930, hos AB J.E. Blomqvist i Uppsala 1932, Franklin & Co AB i Helsingborg 1934–1936 samt var verkställande direktör, styrelseledamot och huvudintressent i AB Almgren & Staaf i Helsingborg från starten 1936.
Denna firma var, fram till 1960-talet, framgångsrik inom möbel- och inredningsbranschen och lockade främst kunder från Skånes övre medelklass. År 1955 deltog Staaf i H55-utställningen i Helsingborg, där han dels ställde ut möbler, dels designade vissa delar av området, till exempel restauranger. Han är gravsatt i Södra minneslunden vid Helsingborgs krematorium.